# Campeonato de Primera Fuerza 1934/35
In 1934/35 werd het twaalfde seizoen gespeeld van het Campeonato de Primera Fuerza, de hoogste amateurklasse van het Mexicaanse voetbal. Necaxa werd kampioen.

## Eindstand
| Plaats | Club        | Wed. | W  | G | V  | Saldo | Ptn. |
| ------ | ----------- | ---- | -- | - | -- | ----- | ---- |
| 1.     | Necaxa      | 15   | 13 | 1 | 1  | 67:24 | 27   |
| 2.     | América     | 15   | 7  | 2 | 6  | 39:33 | 16   |
| 3.     | Asturias    | 15   | 7  | 1 | 7  | 44:44 | 15   |
| 4.     | Club España | 15   | 6  | 2 | 7  | 46:49 | 14   |
| 5.     | Atlante     | 15   | 6  | 0 | 9  | 32:45 | 12   |
| 6.     | CF México   | 15   | 1  | 4 | 10 | 22:55 | 6    |

|  | Kampioen                                 |
|  | CF México werd na dit seizoen ontbonden. |

### Kampioen
| Campeonato de Primera Fuerza 1934/35 |
| Mexico                               |
| ------------------------------------ |
| NECAXA Kampioen (2° titel)           |

## Topschutters
| Speler          | Speler        | Goals | Club   |
| --------------- | ------------- | ----- | ------ |
| Vlag van Mexico | Hilario López | 17    | Necaxa |